# Хеер, Маргарета де
Маргарета де Хеер (нидерл. Margaretha de Heer, ок. 1603, Леуварден — ок. 1665, там же) — нидерландская художница. В основном рисовала животных, птиц и насекомых.

## Биография и творчество
Маргарета де Хеер родилась в Леувардене между 1600 и 1603 годами. Её отец и брат были художниками по стеклу. В 1628 году Маргарета вышла замуж за художника Андриса Нейхофа (нидерл. Andries Nijhof) и с 1636 по 1646 год работала вместе с ним в Гронингене. В 1650 году супруги приобрели дом в Леувардене. У них было двое детей. Вероятно, на 25 января 1665 года, когда Нейхоф с согласия обоих детей продал их общий дом, Маргареты уже не было живых, поскольку в свидетельстве о сделке её имя отсутствует.

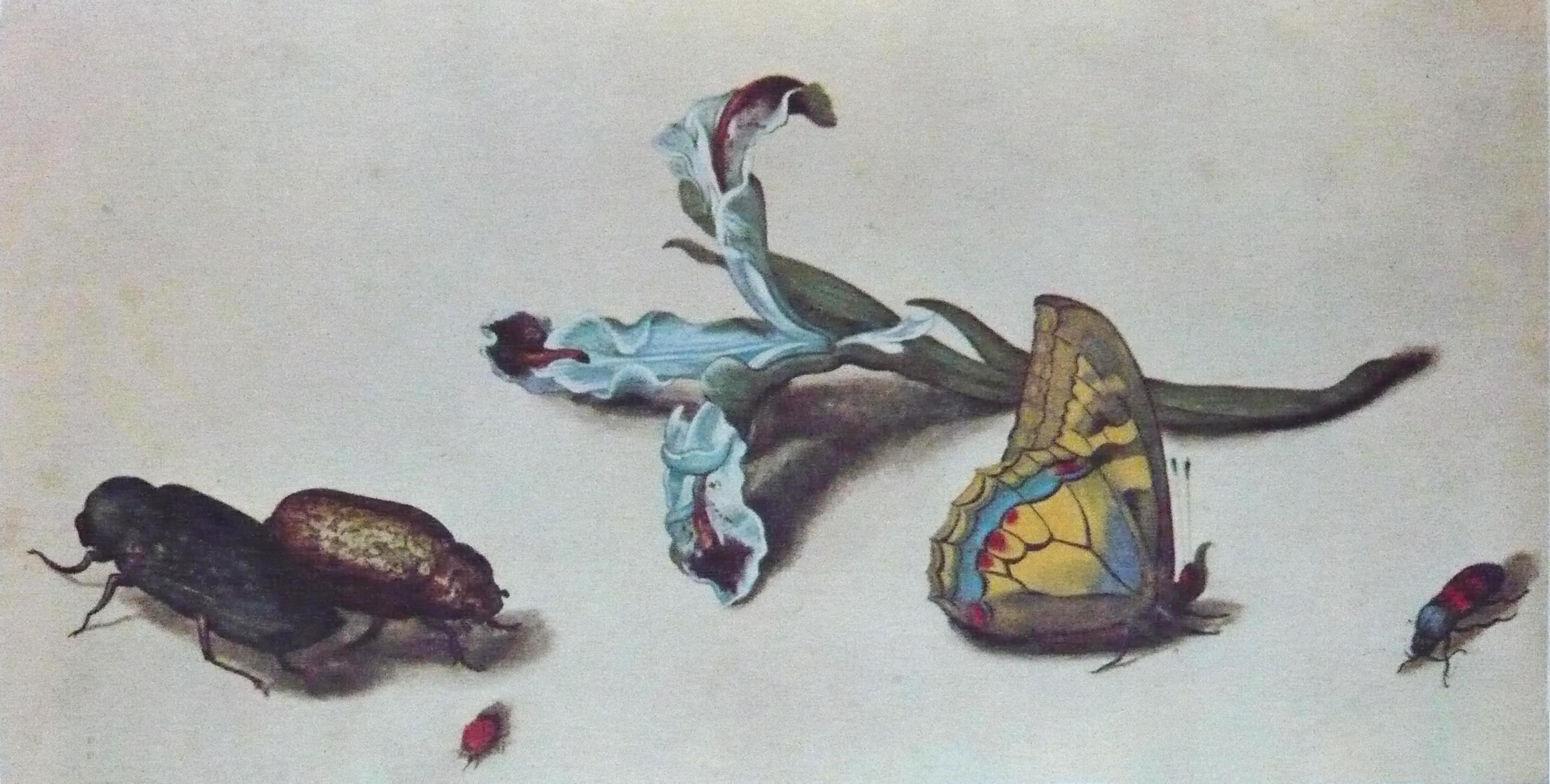
Маргарита де Хеер. Ирис, четыре жука и бабочка

Андрис Нейхоф неоднократно упоминается в официальных документах, тогда как Маргарета не принадлежала ни к какой официальной организации художников. Тем не менее, парадоксальным образом, ни одной картины Нейхофа в наше время не известно, а Маргарете приписывается около 50 работ, из которых большая часть могут быть атрибутированы ей с достаточно большой уверенностью. Её творчество весьма разнообразно: среди работ де Хеер преобладают изображения цветов и птиц, однако она также писала жанровые картины, что необычно для женщины-художника XVII века, и пейзажи. Художница предпочитала акварель и гуашь, однако также работала маслом и темперой. Все её картины и рисунки имеют небольшой формат. Работы де Хеер с цветами и насекомыми имеют много общего с творчеством других нидерландских художниц, таких как Анна Мария ван Схурман и Сибилла ван Мериан. Бо́льшая их часть ныне находится во Фризском музее в Леувардене.